# Шаров, Пётр Михайлович
Пётр Михайлович Шаров (14 января 1916, Рязанская губерния — 15 июня 2004, Щёкино, Тульская область) — советский хозяйственный, государственный и политический деятель, Герой Социалистического Труда (1976).

## Биография
Родился в 1916 году в селе Берёзово Рязанской губернии в многодетной крестьянской семье, русский. Окончил сельскую школу. В 1931 вместе с семьёй переехал в Москву, с того же года работал учеником столяра, столяром треста «Госстрой». Окончил ФЗУ при металлургическом заводе «Серп и молот», после чего работал там слесарем. В сентябре 1937 без отрыва от производства окончил рабфак. В 1937 поступил в Донецкий индустриальный институт имени Н. С. Хрущёва в Сталино (ныне Донецк). Член ВКП(б).
С началом Великой Отечественной войны вступил добровольцем в народное ополчение. В августе 1941 призван в Красную Армию. В Самарканде окончил эвакуированное 2-е Харьковское танковое училище, с 1942 преподавал там. В течение 2 лет регулярно обращался с просьбами и рапортам об отправке на фронт.
Участвовал в боях Великой Отечественной войны с апреля 1945 в звании лейтенанта в составе 68-й отдельной танковой бригады 69-й армии 1-го Белорусского фронта, был стажёром заместителя командира танкового батальона.
В апреле-мае 1945 участвовал в Берлинской наступательной операции, успел проявить себя умелым командиром. 2-3 мая, преследуя немецкие войска юго-западнее Берлина, быстро организовал подготовку техники к маршу, вывел танковую колонну точно в назначенный пункт. Лично руководил эвакуацией из-под огня, полевым ремонтом и возвращением в бой 6 повреждённых танков и 1 самоходной артиллерийской установки. 3 мая участвовал во взятии Вердера.
В мае 1945 вернулся в танковое училище, вновь работал преподавателем. В марте 1946 уволен в запас в звании старшего лейтенанта.
Вернулся в Сталино, где в ноябре 1946 окончил институт, защитив выполненный ещё до войны дипломный проект. Будучи одним из лучших студентов, получил право самостоятельно выбрать, где именно работать. Dыбрал строящийся под Щёкино газовый завод.
Работал на Щёкинском газовом заводе инженером отдела оборудования по комплектации, инженером отдела капитального строительства, главным механиком завода. С 1956 был заместителем директора по капитальному строительству.
В конце 50-х, после того как завод перепрофилировался с переработки газа на химическое производство и стал химкомбинатом, был назначен главным механиком предприятия.
В 1962 назначен директором Щёкинского химкомбината. Внёс огромный вклад в развитие предприятия. Под его началом построены и пущены цеха по выпуску метанола, капролактама, карбамида, олеума, пищевой углекислоты, широкого ассортимента бытовой химии.
С 1967 на предприятии начался эксперимент по повышению производительности труда, который вошёл в историю как «щёкинский метод». Его суть ‒ без увеличения численности персонала за счёт повышения качества подготовки кадров, внедрения современных технологий и эффективного управления производством выпускать больше продукции. При этом экономия фонда оплаты оставалась в распоряжении предприятия и шла на премирование сотрудников.
На «Азоте» метод показал высокую эффективность: за 2 пятилетки объём производства вырос в 5 раз, при этом численность персонала сократилась на 1500 человек.
В 1971 за разработку мероприятий по повышению производительности труда и внедрение их на Щёкинском химическом комбинате удостоен Государственной премии СССР в области техники.
В апреле 1975 стал генеральным директором Щёкинского производственного объединения «Азот», в которое был преобразован химкомбинат.
Указом Президиума Верховного Совета СССР от 12 января 1976 года присвоено звание Героя Социалистического Труда с вручением ордена Ленина и золотой медали «Серп и Молот».
Делегат XXIV съезда КПСС. Был членом Щёкинского городского и Тульского областного комитетов КПСС. Почётный гражданин Щёкино (15.11.1978 г.).
С 1976 года на пенсии. Жил в посёлке Первомайский Щёкинского района. Умер 15 июня 2004 года.

## Память
- 23 ноября 2007 в Первомайском на доме №33 по улице Комсомольской, где жил П. М. Шаров, открыта мемориальная доска.
- 29 мая 2015 в Первомайском возле заводоуправления «Щёкиноазота» установлен бюст П. М. Шарова.